# 吉日金灣

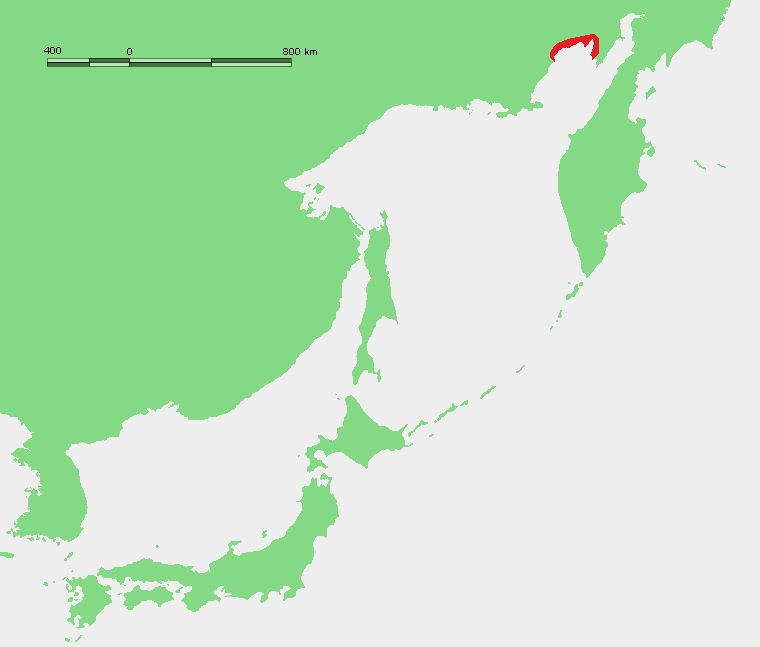

吉日金灣是俄羅斯的海灣，位於堪察加半島西北面的鄂霍次克海，長260公里、寬148公里，最大深度88米，潮汐高度9.6米，全年大部分時間結冰，是太平洋鯡的棲息地。

## 外部連結
- Location（页面存档备份，存于）
- Pacific Herring from the Gizhigin and Okhotsk Populations[永久]

61°N 158°E / 61°N 158°E